# Stupidity (álbum)
Stupidity es el primer álbum en vivo de la banda británica Dr. Feelgood. Fue publicado en septiembre de 1976 por United Artists Records.

## Recepción de la crítica
Allan Jones de Melody Maker dijo que el álbum afirmó a the Feelgoods como “una de las bandas de R'n'B más viciosas y electrizantes que jamás haya pavoneado sus cosas en las tablas”. En una reseña en retrospectiva para AllMusic, Stephen Thomas Erlewine escribió: “[El álbum] captura la energía implacable y contundente de Dr. Feelgood en su apogeo. Toda la música de Stupidity se presenta cruda y sin sobregrabaciones, lo que deja en claro que la fricción dinámica entre el guitarrista Wilko Johnson y el vocalista Lee Brilleaux podría impulsar a la banda hacia la grandeza. Si bien muchas de las versiones aquí no difieren en forma de las versiones originales de estudio, estas interpretaciones sin adornos son considerablemente más emocionantes”. Jason Heller de The A.V. Club crítico el álbum, indicando que “carece de algo que se parezca a ingenio, personalidad o canciones memorables”.

## Rendimiento comercial
Stupidity debutó en el UK Albums Chart en el número 8 durante la semana que finalizó el 1 de octubre de 1976. La semana siguiente, el álbum subió al número 1; se convirtió en el primer álbum en vivo en encabezar la lista del Reino Unido en su primera semana de lanzamiento. Stupidity se mantuvo en la lista durante un total de 9 semanas. A nivel internacional, el álbum se ubicó más abajo: en Finlandia y España, el álbum alcanzó las posiciones número siete y veintinueve, respectivamente.

## Lista de canciones
Todas las canciones escritas y compuestas por Wilko Johnson, excepto donde esta anotado.
Lado uno
1. «Talking About You» (Chuck Berry) – 2:00
2. «20 Yards Behind» – 2:07
3. «Stupidity» (Solomon Burke) – 2:21
4. «All Through the City» – 2:55
5. «I'm a Man» (Bo Diddley) – 5:11
6. «Walking the Dog» (Rufus Thomas) – 2:59
7. «She Does It Right» – 3:06

Lado dos
1. «Going Back Home» (Mick Green, Johnson) – 3:50
2. «I Don't Mind» – 2:14
3. «Back in the Night» – 3:10
4. «I'm a Hog for You Baby» (Jerry Leiber, Mike Stoller) – 3:20
5. «Checking Up on My Baby» (Sonny Boy Williamson II) – 3:16
6. «Roxette» – 2:55

## Posicionamiento
| Gráfica (1976)                      | Pico de posición |
| ----------------------------------- | ---------------- |
| España (PROMUSICAE)                 | 29               |
| Finlandia (Suomen virallinen lista) | 7                |
| Reino Unido (UK Albums Chart)       | 1                |

## Certificaciones y ventas
| País              | Certificación | Ventas |
| ----------------- | ------------- | ------ |
| Reino Unido (BPI) | Plata         | 60,000 |